# Schelte Tjerks Wiglema
Schelte Tjerks Wiglema, of Schelte Tierks Wichelma (gestorven op 28 februari 1653) was een Friese zeevaarder die voer voor de Friese Admiraliteit. 
In de Eerste Engels-Nederlandse Oorlog voerde Wiglema het bevel over het schip De Frisia. Onder bevel van Witte de With vocht hij in de Slag bij de Hoofden op 8 oktober 1652 tegen de Engelse vloot. Op 10 december 1652 mengde hij zich wederom in de strijd in de Slag bij de Singels, ditmaal onder Maarten Tromp. 
In december 1652 bleken de kapiteins Wiglema en Adriaan Brunsveldt geen geld te hebben om brood te kopen voor de bemanningen. IJlings reisde Wiglema naar Den Haag om geld te krijgen, maar dit werd hem geweigerd. Uiteindelijk leende een Dokkummer uyt liefde ende ter eeren van 't Landt 200 gulden om brood in te kopen. Veel had Wiglema er zelf niet aan. Op 28 februari 1653 kwam hij tijdens de Driedaagse Zeeslag om door een explosie in de kruitopslag.